# موسوایلر
موسوایلر (به آلمانی: Musweiler) یک شهر در آلمان است که در برنکاستل-ویتلیش واقع شده‌است. موسوایلر ۶۰ نفر جمعیت دارد.